# Гайдук (Краснодарський край)
Гайдук — село (раніше селище міського типу) в Краснодарському краї, входить до складу муніципального утворення місто-герой Новоросійськ. Центр Гайдуцького сільського округу.
Населення — 7,2 тис. мешканців (2002).
Село Гайдук лежить за 9 км північно-західніше центру Новоросійська, межує з селом Кирилівка на сході, з селом Цемдолина на півдні і з селом Володимирівка на заході. 
Залізнична станція Гайдук.
У селі працює цементний завод Атакайцемент.